# Кизим Ігор Юрійович
Ігор Юрійович Кизим (нар. 20 серпня 1961, Харків, Українська РСР) — український дипломат. Тимчасовий повірений у справах України у Великій Британії (2014—2015). Надзвичайний і Повноважний Посланник першого класу (2019). Надзвичайний і Повноважний посол України в Білорусі (2017—2023).

## Біографія
Народився 20 серпня 1961 року у Харкові. У 1987 році закінчив Київський державний університет імені Тараса Шевченка, факультет міжнародних відносин та міжнародного права. Володіє англійською, французькою та російською іноземними мовами.
У 1987—1994 рр. — займався приватною юридичною практикою.
У 1994—1995 рр. — Науковий співробітник Українського центру міжнародної безпеки.
У 1995—1996 рр. — Стажування у Департаменті Європи та Америки Міністерства закордонних справ України.
У 1996—2000 рр. — Перший секретар Посольства України у Франції.
У 2001—2003 рр. — Перший секретар Посольства України в Нігерії.
У 2004—2007 рр. — Радник Департаменту контролю над озброєнням та військово-технічного співробітництва Міністерства закордонних справ України. Член Української частини Міжурядової українсько-грузинської комісії з питань військово-технічного співробітництва.
У 2007—2011 рр. — Радник Посольства України в Канаді.
У 2011—2013 рр. — Начальник відділу НАТО Департаменту міжнародної безпеки та роззброєння Міністерства закордонних справ України. Член делегації України для участі в переговорах у рамках Форуму ОБСЄ зі співробітництва в галузі безпеки, Спільної консультативної групи, створеної за Договором про звичайні збройні сили в Європі, та Консультативної комісії з відкритого неба.
У 2013—2014 рр. — Заступник Директора Департаменту міжнародної безпеки Міністерства закордонних справ України.
З жовтня по грудень 2014 — В.о. Директора Департаменту міжнародної безпеки МЗС України. Брав участь у роботі 69-ї сесії Генеральної Асамблеї ООН.
З січня 2015 — грудень 2015 — тимчасовий повірений у справах України у Великій Британії.
У 2016—2017 рр. — радник-посланник Посольства України у Великій Британії.
З 20 лютого 2017 до 22 червня 2023 — Надзвичайний і Повноважний посол України в Білорусі.
18 квітня 2023 року викликаний для консультацій до Києва, у зв'язку із недружнім актом з боку Білорусі, спрямованим на підтримку держави-агресора РФ.
7 лютого 2025 року Кизим звільнився з дипломатичної служби.